# Estación de Lyon (Metro de París)
La estación de Lyon (en francés: Gare de Lyon) es una estación del Metro de París situada en el XII Distrito de la ciudad, bajo el bulevar Diderot al este de la calle de Lyon. Pertenece a las líneas 1 y 14. De esta forma da acceso a la más antigua y a la moderna de las líneas del suburbano parisino.
Ofrece conexiones con las líneas A, D, y R de la red de cercanías y con la estación de tren de París Lyon.
En 2008, era la tercera estación con mayor número de viajeros de la red con cerca de 36 millones de usuarios.

## Historia

### Estación de la línea 1
Se abrió al público el 19 de julio de 1900. Es la única estación de la línea que se construyó desde un principio con andenes de 100 metros en vez de 75 metros, por lo que no se tuvo que ampliar con la transformación de la línea a "metro sobre neumáticos". En un principio, tenía cuatro vías con dos andenes centrales (v-a-v-v-a-v) para acoger una línea circular que nunca fue realizada. En cualquier caso, la vía más meridional sirvió de terminal de la línea 5 entre el 1 de agosto y el 17 de diciembre de 1906 hasta que ésta se prolongara hacia la estación de Bastille.
La vía norte se retiró y permitió ensanchar el andén en dirección La Défense, mientras que la vía sur se mantuvo como vía de enlace entre líneas situada tras paredes acristaladas.

### Estación de la línea 14
Fue abierta en 1998, lo que la convierte en una de las más modernas de la red.

## Descripción

### Estación de la línea 1

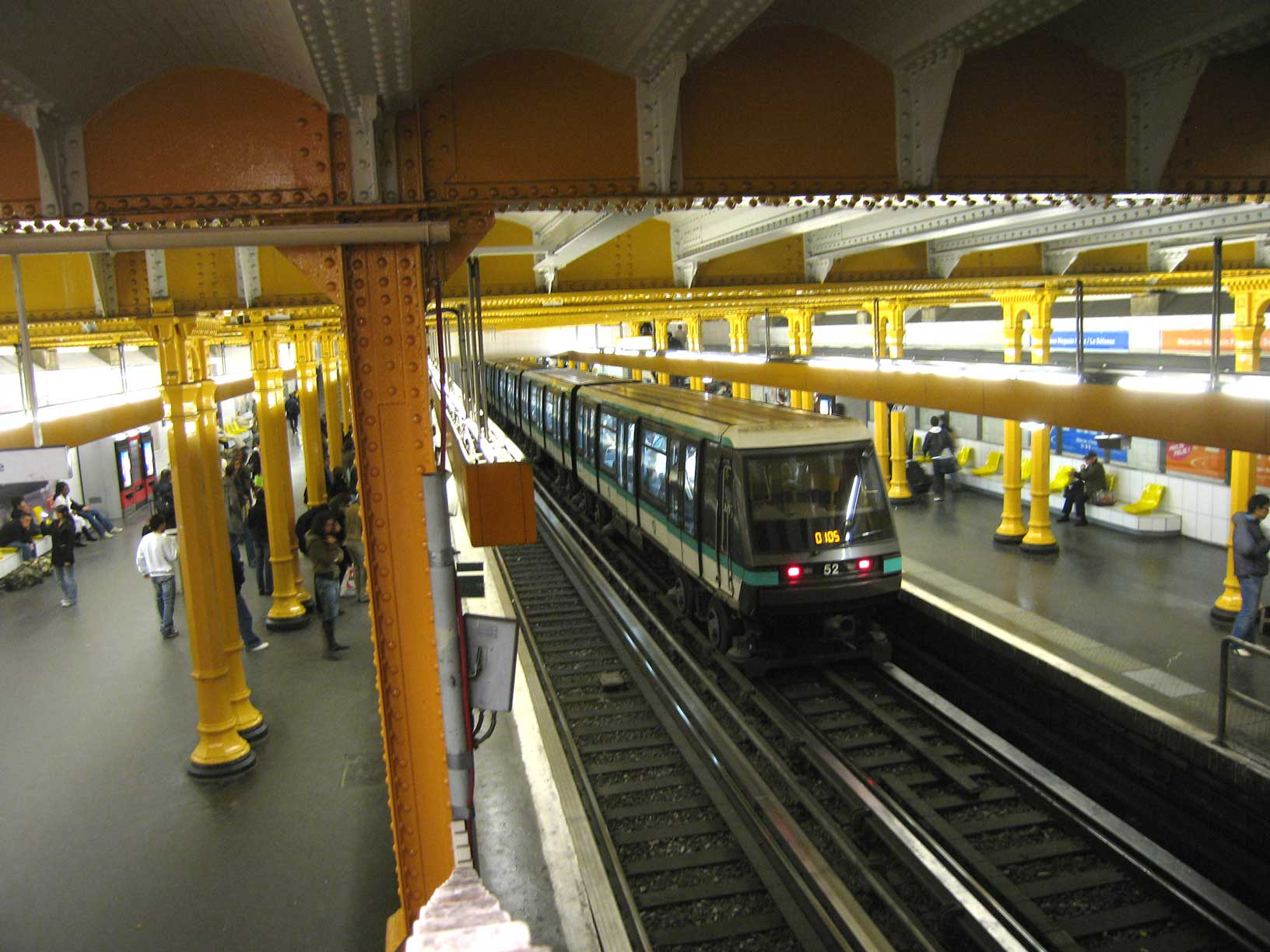
La estación de la línea 1.

La estación de la línea 1 se compone de dos andenes laterales de 123 metros y dos vías junto con una vía de enlace con la línea 5 que queda de la época en que dicha línea acababa aquí, la cual se encuentra detrás de un cristal en el andén dirección Château de Vincennes.
Construida a escasa profundidad, está recubierta por un techo metálico de 23,9 metros de ancho que la separa de la calzada del bulevar Diderot. Un gran número de columnas de hierro fundido, en ambos andenes y varias vigas metálicas sujetan la estructura. Las paredes de la estación recurren a azulejos blancos planos de gran tamaño. Por su parte, las vigas y columnas fueron pintadas de naranja o de amarillo. Este último color, que es también el de la propia línea, es el usado para los asientos de tipo Motte. 
En cuanto a la señalización usa la moderna tipografía Parisine donde el nombre de la estación aparece en letras blancas sobre un panel metálico de color azul.

### Estación de la línea 14

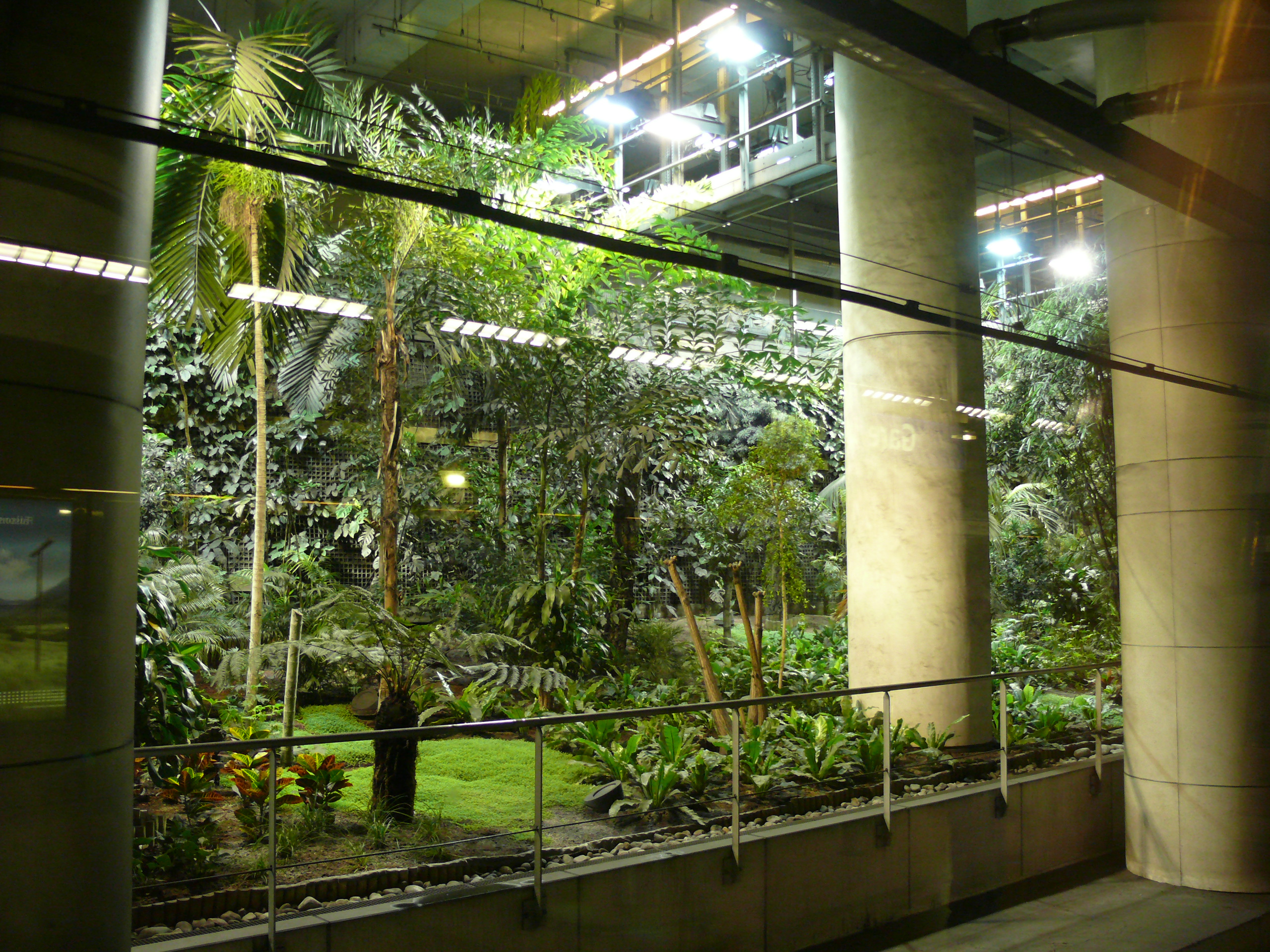
El jardín exótico de la estación de la línea 14.

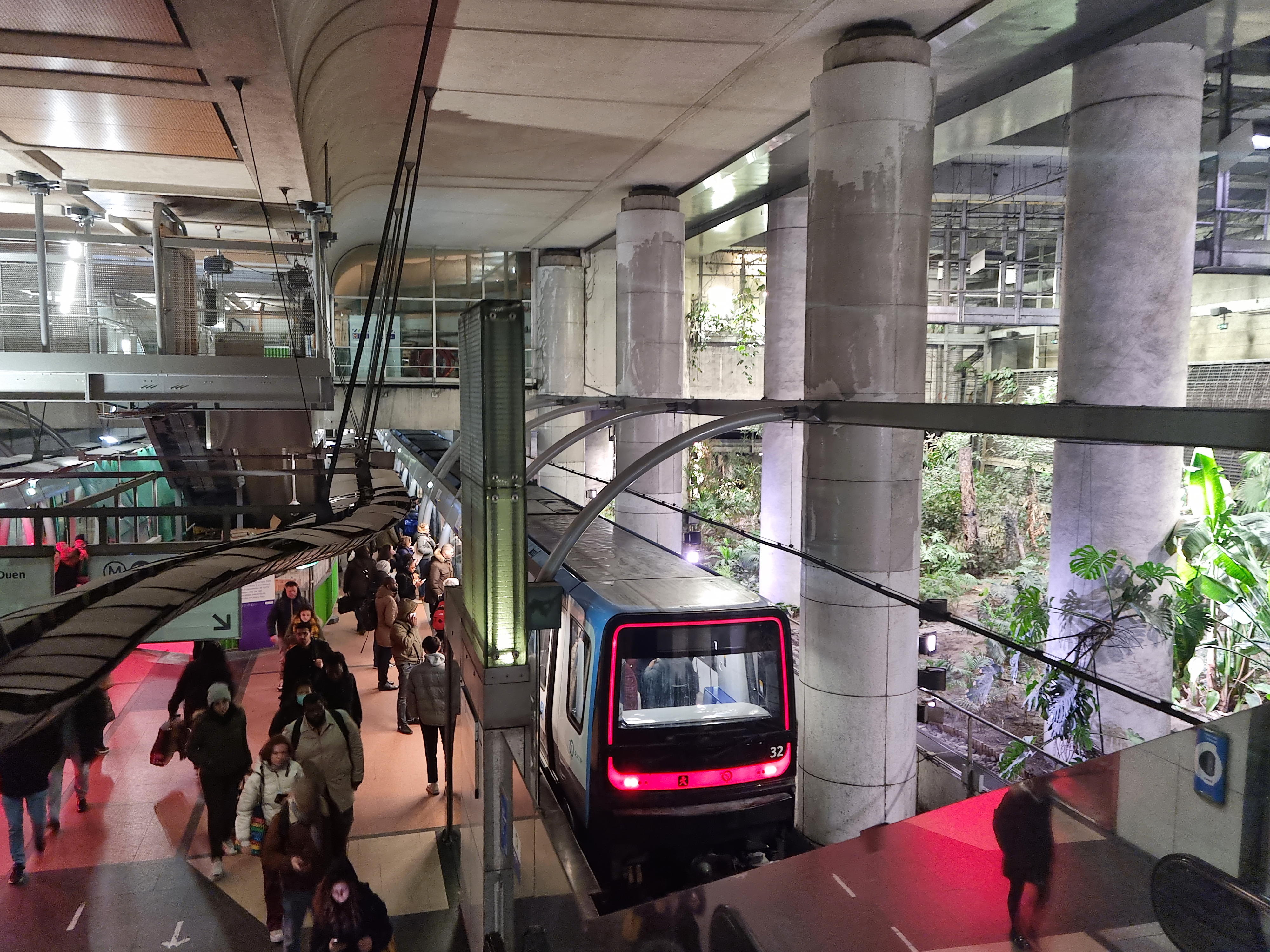
Un Tren MP 14 detenido en la estación.

Se compone de un amplio andén central de 120 metros de longitud y de dos vías, una en cada sentido. Su reciente construcción la convierten en una estación moderna y luminosa cuyo diseño se aleja mucho del habitualmente utilizado en el metro de París. El techo es plano, y el suelo no usa cemento optando por baldosas de varios colores. Al existir puertas de andén el acceso a las vías se vuelve imposible. La decoración se completa con pequeño jardín exótico situado por encima de los andenes.

## Accesos
Accesos a la estación:
- Acceso 1: a la altura del número 26 del Bulevar Diderot
- Acceso 2: a la altura del Ministerio de Economía y Finanzas
- Acceso 4: a la altura de Cour de Châlon
- Acceso 7: a la altura de la calle Bercy
- Acceso 9: a la altura de la Plaza Henri Fresnay
- Acceso 10: a la altura de la calle Legraverend
- Acceso 11: a la altura de la calle Châlon
- Acceso 12: a la altura de la calle Villot
- Acceso 13: a la altura de la calle Van Gogh
- Acceso 15: a la altura de la sede de la RATP